# TBSプロネックス
株式会社TBSプロネックス（ティービーエスプロネックス）は、かつて存在したラジオ番組を中心とする日本の制作プロダクション。TBSグループ傘下の企業。

## 沿革
- 2012年（平成24年）10月1日 - 株式会社テレコム・サウンズと株式会社ティーエーシーの合併により設立。ティーエーシーより954情報キャスター（現在のTBSラジオキャスター）の業務も継承。
- 2018年（平成30年）9月27日 - 株式会社ジョブエックス（現在のTBSスパークル）のラジオ部門を吸収分割により事業承継。
- 2019年（平成31年）4月1日 - 株式会社TBSサービス、株式会社TBSトライメディアなど7社と共に株式会社TBSグロウディアへ吸収合併され、解散[1]。

## 担当番組
現社発足時点では、合併前の2つの会社が受け持っていた番組を全て承継していた。下記の他、TBSラジオ番組一覧も参照。

### TBSラジオ制作
- 生島ヒロシのおはよう定食&一直線
- 森本毅郎・スタンバイ!
- たまむすび
- 毒蝮三太夫のミュージックプレゼント（たまむすび内 ※2018年4月以降）
- 荒川強啓 デイ・キャッチ!
- 竹中直人〜月夜の蟹〜
- BLITZ POWER PUSH
- JUNK（月曜～木曜）
- 生島ヒロシのサタデー・一直線
- 久米宏 ラジオなんですけど
- 田中みな実 あったかタイム
- プレシャスサンデー
- 安住紳一郎の日曜天国
- 千葉ドリーム!もぎたてラジオ
- 爆笑問題の日曜サンデー
- 村上ゆきのスローリビング
- ラジオ寄席
- ラジオシアター〜文学の扉
- 今晩は 吉永小百合です
- クラブ954スペシャル → TBSラジオ エア・ナビゲーション

### かつて担当していた番組
- 小沢昭一の小沢昭一的こころ（大沢悠里のゆうゆうワイド内）
- 政策情報 官邸発
- Wanted!!
- ニュース探究ラジオ Dig
- LINDA!〜今夜はあなたをねらい撃ち〜
- JA全農プレゼンツ 田中雄介の食卓応援隊
- 原田夏希 宴もたけなわではございますが
- キャイ〜ンのおのれっ、この・・・傾奇者がぁ〜!!
- Kakiiin
- オトナのためのリクエストプログラム〜オト☆リク
- 全国こども電話相談室・リアル!
- 嶌信彦のエネルギッシュトーク
- GAKU-Shock
- 土曜ワイドラジオTOKYO 永六輔その新世界
- サタデー大人天国! 宮川賢のパカパカ行進曲!!
- 夢★夢Engine!

## ProNexスタジオ
合併前のティーエーシーが所有していたスタジオ。ラジオ録音スタジオ2つ、MAスタジオ3つ、多人数用の収録ブース1つ、映像編集室1つを所有し、貸しスタジオとしても使用している。インターネットラジオ向けの設備も備えられており、スタジオからの生配信も可能。
アニラジの収録スタジオとしてもよく使用されている。
収録・配信に使用している主な番組
- さわち美欧 Coke Sound Shuffle[3]
- のら犬兄弟のギョーカイ時事放談!
- 乃木坂美夏の麻衣ふぇあれいでぃお!
- ワンリルキスのSAY!YOU!SAY!ME!R!
- 江木俊夫の聞いてんの？